# 謎語
參數所指定的目標頁面不存在，建議更正成存在頁面或直接建立下列一個頁面（建立前請先搜尋是否有合適的存在頁面可以取代）：
- 谜团

谜语，指字面无法解释的语句，暗射事物或文字等供人猜测的隐语，需要推敲及猜测其答案。

## 历史
謎語又稱为叟辞、隐语等，最早見於劉勰《文心雕龍‧諧隱》。周密的《齐东野语》说：“古之所谓叟辞，即今之隐语，而俗所谓谜。”古人语言交流时，偶尔出于某种特别原因，不便直接表达思想，而要通过拐弯抹角的语言来暗示另一层内容，成为“谜语”的萌芽。《國語》記載：「有秦客廋詞於朝，大夫莫之能對也。」
漢武帝時，郭舍人為了猜謎向東方朔請教解答。南宋上元節，人們將謎語掛在花燈上，供人們邊觀燈邊猜謎取樂。燈謎又稱為「燈虎」、「文虎」，意思是猜謎猶如射虎一般困難。明代阮大鋮的傳奇《春燈謎》描寫猜燈謎的活動。
謎語中可以有三個大類：
- 物謎是猜工具有其他具體的事物。
- 事謎是猜事情。
- 字謎是猜一個字。

## 实例
- 人有我大，天无我大（字谜）——【一】
- 三角脑袋披绿袍，最爱不时耍大刀（打一动物）——【螳螂】

## 延伸阅读
[在维基数据编辑]
 《欽定古今圖書集成·理學彙編·文學典·隱語部》，出自陈梦雷《古今圖書集成》